# FA Cup (Thailand) 2010
Der thailändische FA Cup 2010 (thailändisch ไทยเอฟเอคัพ) war die 15. Saison eines Ko-Fußballwettbewerbs in Thailand. Der FA Cup wurde von Thaicom gesponsert und war aus  Sponsoringzwecken als Thaicom FA Cup bekannt. Das Turnier wurde vom thailändischen Fußballverband organisiert. 66 Vereine wurden in das Turnier aufgenommen. Es begann mit der  Qualifikationsrunde am 17. März 2010 und endete mit dem Finale am 28. November 2010.

## Termine
| Runde               | Datum |
| ------------------- | --- |
| Qualifikationsrunde | 17. März 2010 24. März 2010                                                                                                  |
| 1. Runde            | 17. März 2010 24. März 2010 31. März 2010 7. April 2010 21. April 2010                                                       |
| 2. Runde            | 12. Mai 2010 19. Mai 2010 26. Mai 2010 30. Mai 2010 2. Juni 2010 9. Juni 2010                                                |
| 3. Runde            | 16. Juni 2010 23. Juni 2010 30. Juni 2010 7. Juli 2010 2. Juni 2010 11. Juli 2010 14. Juli 2010 31. Juli 2010 1. August 2010 |
| Achtelfinale        | 11. August 2010 25. August 2010 26. August 2010 5. September 2010 7. September 2010                                          |
| Viertelfinale       | 15. September 2010 27. Oktober 2010                                                                                          |
| Halbfinale          | 30. Oktober 2010 |
| Finale              | 28. November 2010 |

## Qualifikations Runde
|                     | Ergebnis        |                       |
| ------------------- | --------------- | --------------------- |
| 17. März 2010       |                 |                       |
| Kamphaengphet FC    | 1:1 (4:2 i. E.) | Ampur Ta Chang        |
| 24. März 2010       |                 |                       |
| Wat Suthiwararam AA | 1:1 (5:3 i. E.) | Pattaya City Hot Tuna |

## 1. Runde
|                                     | Ergebnis        |                                     |
| ----------------------------------- | --------------- | ----------------------------------- |
| 17. März 2010                       |                 |                                     |
| Samut Sakhon JK FC                  | 5:1             | Vongchavalitkul University AA       |
| 24. März 2010                       |                 |                                     |
| Rayong FC                           | 4:1             | Dhummanusorn Foundation             |
| Bangkok IPE - Sananrak Municipality | 3:1             | Krungkao SA                         |
| 31. März 2010                       |                 |                                     |
| Phuket FC                           | 2:1             | Nakhon Ratchasima FC                |
| Thonglor FC                         | 3:1             | Tak FC                              |
| Ratchaburi FC                       | 4:1             | Nakhon Sawan Rajabhat University FC |
| Pattaya FC                          | 1:0             | Nakhon Sawan FC                     |
| 7. April 2010                       |                 |                                     |
| Nakhon Ratchasima Sports School     | 0:0 (4:5 i. E.) | Bangkok Christian College FC        |
| Samut Prakan FC                     | 2:1             | Kasem Bundit University FC          |
| Hatyai FC                           | 0:1             | Raj-Vithi FC                        |
| Chachoengsao FC                     | 2:2 (2:5 i. E.) | Kamphaengphet FC                    |
| Ban Beung-Nawa nakhon               | 1:0             | Wat Suthiwararam AA                 |
| 21. April 2010                      |                 |                                     |
| Mahasarakham City FC                | 2:2 (5:7 i. E.) | Bangkok FC                          |
| Thai Airways-Look Isan FC           | 1:3             | Personnel of Globlex Securities     |
| University of North Bangkok FC      | 3:2             | Ayutthaya FC                        |
| Angthong FC                         | 2:1             | Surin FC                            |

## 2. Runde
|                                | Ergebnis        |                                 |
| ------------------------------ | --------------- | ------------------------------- |
| 12. Mai 2010                   |                 |                                 |
| Samut Prakan FC                | 1:2             | Phuket FC                       |
| Raj-Vithi FC                   | 2:1             | Angthong FC                     |
| Kamphaengphet FC               | 1:3             | Ratchaburi FC                   |
| 19. Mai 2010                   |                 |                                 |
| Thonglor FC                    | 0:2             | Ban Beung-Nawa nakhon           |
| Khon Kaen FC                   | 2:1             | Thai Honda FC                   |
| Rayong FC                      | 3:1 n. V.       | Nakhon Pathom United FC         |
| 26. Mai 2010                   |                 |                                 |
| University of North Bangkok FC | 1:3             | Prachinburi FC                  |
| Chiangrai United               | 4:0             | Personnel of Globlex Securities |
| Raj Pracha-Nonthaburi FC       | 4:0             | Bangkok Sananruka IPE           |
| 30. Mai 2010                   |                 |                                 |
| Chula United FC                | 4:1             | Bangkok Christian College FC    |
| Pattaya FC                     | 1:5             | RBAC Mittraphap FC              |
| Sriracha FC                    | 1:0             | Songkhla FC                     |
| 2. Juni 2010                   |                 |                                 |
| Suphanburi FC                  | 1:0             | Chanthaburi FC                  |
| Air Force United               | 1:1 (4:3 i. E.) | Bangkok FC                      |
| 9. Juni 2010                   |                 |                                 |
| Samut Sakhon JK FC             | 1:1 (5:4 i. E.) | PTT Rayong FC                   |

## 3. Runde
|                          | Ergebnis        |                         |
| ------------------------ | --------------- | ----------------------- |
| 16. Juni 2010            |                 |                         |
| Samut Songkhram FC       | 3:1 n. V.       | Phuket FC               |
| Buriram PEA              | 6:0             | Raj-Vithi FC            |
| Muangthong United        | 11:0            | Ban Beung-Nawa nakhon   |
| 23. Juni 2010            |                 |                         |
| Suphanburi FC            | 1:2             | Royal Thai Army FC      |
| Thai Port                | 2:3             | Pattaya United          |
| 30. Juni 2010            |                 |                         |
| Chula United FC          | 1:1 (5:6 i. E.) | Sisaket FC              |
| Sriracha FC              | 4:0             | Ratchaburi FC           |
| TOT-CAT SC               | 1:1 (4:5 i. E.) | Osotspa Saraburi FC     |
| 7. Juli 2010             |                 |                         |
| Rajnavy Rayong FC        | 1:0 n. V.       | Bangkok Glass           |
| Chonburi FC              | 1:0             | Samut Sakhon FC         |
| 11. Juli 2010            |                 |                         |
| Nakhon Pathom FC         | 2:1             | Suvarnabhumi Customs FC |
| RBAC Mittraphap FC       | 0:1             | Air Force United        |
| Raj Pracha-Nonthaburi FC | 3:1             | Prachinburi FC          |
| 14. Juli 2010            |                 |                         |
| TTM Phichit FC           | 2:1 n. V.       | Police United           |
| 31. Juli 2010            |                 |                         |
| Bangkok United           | 4:2             | Khon Kaen FC            |
| 1. August 2010           |                 |                         |
| Chiangrai United FC      | 1:2 n. V.       | BEC Tero Sasana FC      |

## Achtelfinale
|                          | Ergebnis  |                     |
| ------------------------ | --------- | ------------------- |
| 11. August 2010          |           |                     |
| BEC Tero Sasana FC       | 2:3       | Nakhon Pathom FC    |
| Pattaya United           | 1:0       | Osotspa Saraburi FC |
| 25. August 2010          |           |                     |
| Raj Pracha-Nonthaburi FC | 2:0       | Sriracha FC         |
| Chonburi FC              | 4:1       | Samut Songkhram FC  |
| 26. August 2010          |           |                     |
| Royal Thai Army FC       | 1:0 n. V. | Buriram PEA         |
| Muangthong United        | 4:0       | Air Force United    |
| 5. September 2010        |           |                     |
| Sisaket FC               | 3:0       | TTM Phichit FC      |
| 7. September 2010        |           |                     |
| Rajnavy Rayong FC        | 3:1       | Bangkok United      |

## Viertelfinale
|                    | Ergebnis |                         |
| ------------------ | -------- | ----------------------- |
| 15. September 2010 |          |                         |
| Rajnavy Rayong FC  | 2:1      | Sisaket FC              |
| Royal Thai Army FC | 4:1      | Nakhon Pathom United FC |
| Pattaya United     | 0:2      | Chonburi FC             |
| 26. Oktober 2010   |          |                         |
| Muangthong United  | 4:0      | Raj Pracha-NonthaburiFC |

## Halbfinale
|                    | Ergebnis |                   |
| ------------------ | -------- | ----------------- |
| 30. Oktober 2010   |          |                   |
| Rajnavy Rayong FC  | 0:1      | Muangthong United |
| Royal Thai Army FC | 0:2      | Chonburi FC       |

## Finale
| Paarung           | Muangthong United – Chonburi FC |
| Ergebnis          | 1:2 n. V. (1:1, 0:1) |
| Datum             | 28. November 2010 |
| Stadion           | Suphachalasai Stadium, Bangkok |
| Tore              | 0:1 Therdsak Chaiman (44.) 1:1 Datsakorn Thonglao (59.) 1:2 Pipob On-Mo (120.) |
| Muangthong United | Thanongsak Panpipat – Jakkaphan Kaewprom, Panupong Wongsa (53. Jetsada Jitsawad), Nattaporn Phanrit , Piyachart Tamaphan – Naruphol Ar-romsawa (45. Amorn Thammanarm), Datsakorn Thonglao, Dagno Siaka, Pichitphong Choeichiu – Teerasil Dangda, Ronnachai Rangsiyo (25. Mohamed Koné) Cheftrainer: René Desaeyere ( Belgien) |
| Chonburi FC       | Sinthaveechai Hathairattanakool – Jetsadakorn Hemdaeng, Cholratit Jantakam, Suttinun Phuk-hom, Natthaphong Samana – Ekaphan Inthasen (115. Suppasek Kaikaew), Adul Lahsoh, Therdsak Chaiman (72. Jules Baga), Phuritad Jarikanon, Arthit Sunthornpit (67. Phanuwat Jinta) – Pipob On-Mo Cheftrainer: Jadet Meelarp            |

### Auswechselspieler
| Auswechselspieler | Auswechselspieler |
| --- | --- |
| Muangthong United | Chonburi FC |
| - Pakasit Saensook - Jetsada Jitsawad (53.) ▲ - Paitoon Nontadee - Weerawut Kayem - Amorn Thammanarm (45.) ▲ - Piyaphon Phanichakul - Nobuyuki Zaizen - Khallil Lambin - Mohamed Koné (25.) ▲ | - Pongpanot Naknayom - Phaisan Pona - Noppanon Kachaplayuk - Phanuwat Jinta (67.) ▲ - Dave Simpson - Kriangkrai Pimrat - Suppasek Kaikaew (115.) ▲ - Jules Baga (72.) ▲ - Sukree Etae |